# ゾイドバトルストーリー
ゾイドバトルストーリーは、タカラトミー（旧トミー）から販売されている玩具シリーズ『ゾイド』を元に小学館が刊行した架空戦記。ファンや制作関係者の間では「バトスト」と略される。

## 概要
ゾイドが誕生した頃、まだ明確にストーリーと連動した展開はなされていなかった。ゾイドシリーズの国内展開が開始された1983年時点の玩具冊子においては、「ゾイドゾーン」と呼ばれる星系とその一惑星であるZP01を舞台とし、戦闘運用がなされる旨の説明が行われながらも、この時点ではまだ戦争やその対立構図を含めた詳細な設定はなされていない。
その後、1984年に店頭販売された冊子においてヘリック共和国とゼネバス帝国の抗争という勢力図および世界観が公開されていく。世界観設定の製作には東映動画の飯島敬等が携わった。同年には「レッド・ホーン」や「マーダ」といった帝国陣営のゾイド商品も発売され、明確な陣営分けが進んでいった。また、学年誌『小学三年生』においては1984年7月号からゾイド商品を用いたジオラマや改造作例が連載開始。後には他の学年誌においても同様の展開がスタートし、ジオラマを用いた簡素なストーリーも掲載されていった。
1985年9月になると、トミーからはより詳細に世界観やヘリック共和国、そしてゼネバス帝国の戦争を描いた書籍『HISTORY OF ZOIDS』が発刊。翌年、1986年4月に小学館からは『戦闘機械獣のすべて』が刊行される。これらと並行して学年誌において連載されていたジオラマのスチル写真とストーリーは再編集され、1987年1月に「ゾイドバトルストーリー」が刊行。1990年の『新ゾイドバトルストーリー』まで全5巻が発売された。ストーリー設定はトミーの設定を基本に小学館編集担当者とスフィウスLABとの共同制作。著者は1巻から4巻までは立山誠浩が作中に登場したヘリック共和国陸軍の退役軍人である戦史研究家ロイ・ジー・トーマス元大尉という設定で執筆。続編である『新ゾイドバトルストーリー』も同様に三浦卓嗣とスフィウスLABとの共同制作、三浦が共和国軍中央研究所主任研究員である技術将校トミー・ミューラー大佐となって執筆している。スフィウスLAB代表の堀井敏之は、「ゾイドと言えばバトスト」と言える程に当時のゾイドブームにバトルストーリーが果たした役割は大きかったとしている。
1999年のゾイド復活に合わせ、『月刊コロコロコミック』では1999年7月号からジオラマ写真を掲載したストーリーが連載（ジオラマ制作は前回と同じスフィウスLABが担当）、ムック本『ゾイド公式ファンブック』として4巻刊行された。著者は小学館のライターである窪内裕である。また、ゾイド製品の箱裏にもバトルストーリーのエピソードが書かれており、第2期ゾイドにおけるRZ・EZシリーズの設定製作はトミーの大河原紀雄が担当した。ゴジュラスギガからバトルストーリーのエピソードが書かれた小冊子『ゾイドオフィシャルファンブックEX』が付属した。2003年のゾイド生誕20周年記念企画として一万セットの限定発売品として販売された「ゾイド・コア・ボックス」に復刻されたゾイドバトルストーリー全5巻が収録、さらに新編された『Ziヒストリーファイル』という設定資料集も付属された。
SUPER REAL ACTION MAGAZINE ゾイドグラフィックス
1984年から1991年まで店頭販売されていたカタログを兼ねた小冊子。6号までは「ZOIDS情報 HOBBY NEWS」という呼称で発行。独自のストーリーを掲載されているが、小学館版のストーリーとは異なる箇所も多く、ゼネバス皇帝の娘で後に共和国大統領となるエレナ（ルイーズ）はゾイドグラフィックスが初出である。全21冊でキングゴジュラス登場まで描かれている。
このゾイドグラフィックスという呼称はゾイドシリーズ内で度々登場し、2001年～2003年にかけて店頭配布された全6冊の小冊子や、2007年～2008年にかけて発売された玩具と冊子の同梱セット月刊ゾイドグラフィックス等が存在する。
ゾイドバトルコミック
1988年に刊行。ゾイドバトルストーリー1、2巻を元に漫画化した作品と小学館の雑誌にそれぞれ読み切りで掲載した漫画作品を再収録している。作者はたかや健二、田中てつお、石川森彦である。
ゾイドバトルストーリー3巻をベースとしたたかや健二による同名の漫画作品も「小学三年生」1988年4月号から10月号にかけて掲載されているが、こちらは単行本化されていない。
『HISTORY OF ZOIDS』
トミー(現タカラトミー)より1985年に刊行。第1期シリーズにおけるゾイドの世界観として、部族間戦争(領国戦争時代)からヘリック共和国、そしてゼネバス帝国建国、開戦までの経緯から中央大陸戦争序盤(ゼネバスの中央大陸脱出まで)が描かれている。のちに発売された『ゾイドバトルストーリー』においてもヘリック共和国とゼネバス帝国の戦争という背景は同一だが、一部ゾイドのロールアウト時期は異なる。また、『HISTORY OF ZOIDS』の刊行時点では登場していなかったサーベルタイガーやウルトラザウルス等のゾイドの活躍が盛り込まれており、ゼネバスが中央大陸を脱出するまでの経緯も異なっている。
このうち、部族間戦争から中央大陸戦争序盤の経緯は第2期シリーズにてゾイドバトルストーリーが展開された際の書籍『ゾイド公式ファンブック』、『ゾイド・コア・ボックス』発売時に付属した『Ziヒストリーファイル』においても設定面に登場しているものの、細部は異なっている。

## ストーリー展開
惑星Zi（第1期シリーズ「メカ生体ZOIDS」ではゾイド星）は太陽系第三惑星（地球）からみて銀河系の正反対に位置する恒星系「ゾイドゾーン」の惑星で大気組成こそ地球と似通っているが金属鉱脈が多く露出し、金属イオン濃度の高い海から発生した生命は金属細胞をもつゾイドへと進化。これらゾイドとそれを兵器として対立する国家間の戦争を背景としている。
このうち、書籍としての『ゾイドバトルストーリー』は小学館から1巻から4巻と新ゾイドバトルストーリーの計5巻までが刊行、中央大陸デルポイにおけるヘリック共和国とゼネバス帝国との戦争（中央大陸戦争）及びヘリック共和国とゼネバス帝国滅亡後の残存勢力を吸収したガイロス帝国との戦争（第一次大陸間戦争）が描かれた。こうした書籍の段階ではストーリーの決着はついておらず、その後の展開は掲載誌や玩具商品にてそれぞれ個別に行われ、その結末も一定していない。1999年から展開した第2期シリーズでは玩具商品側の「ゾイド星（2期では惑星Zi）に隕石が飛来し、戦争が継続不可能となった」という結末から物語を再開している。
第2期シリーズの『ゾイドバトルストーリー』は『ゾイド公式ファンブック』として全4巻刊行された。同シリーズでは第1期のストーリーから数十年後、ガイロス帝国と共和国の再戦（第二次大陸間戦争）、さらにガイロス軍内部から反旗を翻したネオゼネバス帝国による中央大陸の制圧、その後の共和国軍残党とガイロス、そして東方大陸の企業体ZOITECらの同盟とネオゼネバスとの死闘が描かれた。なお、こちらも書籍分で物語は完結しておらず、ゾイドバトルストーリーは2004年2月発売の『BZ-021 ジェットファルコン』に付属したゾイドオフィシャルファンブックEX vol.8にてネオゼネバス皇帝ヴォルフ・ムーロアとヘリック共和国軍パイロットであるレイ･グレックとの因縁の対決の決着をもって一応の完結となっていたが、2024年12月に発売された『ゾイドコアボックス2』にてEXシリーズの物語に大幅な加筆修正を加えた『ゾイド公式ファンブック5』を収録することで正式な完結を迎えている。
中央大陸戦争
中央大陸を巡りヘリック共和国とゼネバス帝国との戦いが描かれた。

第一次大陸間戦争
ゼネバス帝国が滅び、新たに暗黒大陸のガイロス帝国との戦いが描かれた。

第二次大陸間戦争
大異変後、再び激突したヘリック共和国とガイロス帝国の戦いが描かれた。

三匹の虎伝説
『ゾイドバトルストーリー』における第二次大陸間戦後の時代を描いている。
東方大陸における民間軍事企業であるZOITECとZi-ARMSが伝説の虎型ゾイドを巡って攻防するというもので、『RZ-073 ワイツウルフ』から『EZ-075 ブラストルタイガー』までのゾイドキット商品とその付属冊子およびDVD、『月刊コロコロコミック』誌2004年4月号から9月号にかけてストーリー展開された。
ゾイドリバースセンチュリー
2008年から2009年にかけて、当時発売されていた『月刊ゾイドグラフィックス』に付属していた冊子と公式ウェブサイトにて展開されていたストーリー。

### あらすじ
『ゾイドバトルストーリー』
ゾイド星ではヘリック共和国とゼネバス帝国の元で戦争が続き、新型ゾイドの開発競争が繰り広げられていた。
新型ゾイドの開発が勝敗の行方を左右する状況となったなかで、その極秘情報を入手すべく、ゼネバス帝国では「スパイ・コマンド」が誕生し、その一人であるエコーは共和国が開発したとされる決戦ゾイド・ウルトラザウルスの奪取を画策する。ウルトラザウルスを奪ったエコーはそのまま共和国首都への砲撃を目論むが、カノントータスによって阻まれたため、首都への直接攻撃を敢行する。
サラマンダーをはじめとした共和国ゾイドがウルトラザウルスを阻止できないなか、カノントータスのパイロットであるロイ・ジー・トーマスは奇策によってウルトラザウルスの奪還を成功させる。
エコーの作戦はゼネバス帝国内を湧かせたが、帝国指導者であるゼネバス皇帝はウルトラザウルスの存在に共和国との国力差を痛感し、これが量産される前に決戦を挑む必要があるとして、エコーにウルトラザウルス撃破を、帝国全軍の共和国進攻作戦を命じた。
そして中央大陸の最北端にウルトラザウルスを誘導したエコーは、自ら開発したアイアンコングMK-IIでこれに挑む。
『ゾイドバトルストーリー2』
帝国首都の攻略が開始された。都市部は爆撃によって瓦礫と化し、すでに帝国の敗北は時間の問題となっていた。
そんな中、共和国大統領であるヘリックは戦後の講和を見据え、ゼネバス皇帝と旧知の仲である部下、ヨハン・エリクソン大佐にその生け捕りを命じる。一方で、共和国軍の追撃を交わしたゼネバスは帝国兵トビー・ダンカン大尉とともに首都を後にした。
帝国北部海岸に位置するバレシア基地にはトビーの兄、ダニー・ダンカンが部隊を構えており、異国の地、暗黒大陸への脱出を目論むゼネバスの殿として共和国軍を迎え撃つ。そこへ現れたエリクソンはEマークを施したウルトラザウルスを駆り追撃を敢行。トビーとゼネバスたちの脱出は成功するものの、戦いでダニーが戦死した事から、トビーは兄を死に至らしめたEマークを持つウルトラザウルスへの復讐を誓う。
それから月日が経ち。陥落し共和国領土となっていたバレシア基地に、暗黒大陸より帰還したゼネバス帝国が攻撃を加える。帝国軍の上陸は成功し、ここに両国の戦争が再開された。戦いは一進一退の攻防となるが、共和国部隊が新型巨大ゾイドの部品を発見したことから、その開発を妨害すべく、ヨハン・エリクソン大佐は最新鋭機シールドライガーを駆り、幾つかの戦場を経て研究所への攻撃を敢行する。しかし、同施設の自爆によって新型巨大ゾイドの足取りは途絶えた。
その後、トビーは完成した帝国の巨大ゾイド・デスザウラーを受領し、帝国の精鋭・スケルトン部隊とともに、共和国首都攻略を見据えた基地攻略作戦を開始する。デスザウラーはその圧倒的な性能によってゴジュラスの大部隊を葬り去り、この報せは共和国を震撼させた。首都を目指すトビーたち。その前にエリクソンとウルトラザウルスが立ちはだかり、因縁の戦いの火蓋が切って落とされた。
『ゾイドバトルストーリー3』
共和国首都が陥落していくなか、人々は脱出トンネルを厳しい道のりで歩んでいた。その中にいたヘリック大統領は病気の妹を抱える姉妹に手を貸し、その時に妹を救われた女性兵士は後の大統領親衛隊ローザ・ラウリとなる。
その一方では、首都を脱出した共和国軍を追撃すべく、帝国軍のフランツ・ハルトマン大尉と、その教え子のルドルフとシュミットが任務に参加していた。その最中に帝国軍占領下のクック海軍基地に共和国軍の奇襲攻撃が発生し、この戦いでヘリックの影武者が乗り込む専用のウルトラザウルスによってルドルフとシュミットが命を落とす。
首都陥落後は幾人もの替え玉ヘリックを用いた作戦で共和国軍が帝国軍を翻弄していくなか、共和国側はさらにデスザウラーの捕獲作戦や中央山脈への進撃を立案。また、海戦等で巻き返しを図る。その頃、フランツは戦争の早期決着のためヘリックを誘拐すべくゼネバス皇帝に作戦を打診。工作員として共和国軍に潜り込み、デスザウラー鹵獲を手土産にヘリック大統領に接近する。フランツの手で攫われるヘリックであったが、ローザの活躍によって奪回され、その際にローザに命を救われた事がフランツの心に残る。
幾つかの作戦を経て中央山脈での戦いを優位に運んだ共和国軍はそのまま帝国軍に打撃を与え、首都奪還を目論む。この戦いにてヘリック大統領とローザが乗り込む巨大改造ゾイド・ケンタウロスは包囲された共和国部隊を救援する活躍を見せるが、そこにヘリック抹殺の覚悟を秘めたフランツが改造ゾイド・デスドッグを駆り立ちはだかる。
『ゾイドバトルストーリー4』
ヘリック大統領とローザ夫人の前に男児が誕生した。この宴に帝国兵が訪ね、ゼネバスからの祝いの腕輪が贈られた。ヘリックはゼネバスとの子供時代にまつわるこの品物に思いを馳せる。
ゼネバス皇帝の前に、帝国きっての技術者ドン・ホバートの息子、マイケル・ホバートが招聘される。ゼネバスから父ドン・ホバートの死と、父が生前に開発していた何かを知らされたマイケルは、その手掛かりを求めて、父ドンが生前に交流していたとされる共和国技術者ハーバード・リー・チェスター教授の元へと向かう。
だが、時を同じくして共和国軍は帝国に捕らえられていたチェスター教授の奪還作戦を敢行。これが成功し、チェスター教授の足取りが途絶える。
共和国に戻ったチェスター教授は対デスザウラー用の新型ゾイド開発に着手。それと同時に共和国の反抗作戦も開始された。帝国補給線の攻防や幾つかの奇策で帝国軍を翻弄する共和国軍。帝国もまた、共和国の新型ゾイド開発を阻止すべくマイケルに新たな新型ゾイドの開発を命じる。だが、用意された時間が足りずにやむなく父ドンが開発したデスザウラーの改造ゾイドでその急場を凌ぐ。それらは戦果を挙げるものの、新型ゾイド開発に携われないマイケルは次第に不満を募らせる。やがて新型のゴーレムを完成させ、自身もそれに搭乗したマイケルは多大な戦果を挙げるものの、その危険を顧みない行動にゼネバスは不安を抱き始める。
幾つかの偽装作戦も功を為し、チェスター教授は対デスザウラー用の新型ゾイド・マッドサンダーを完成させた。国境線を突破し、かつての共和国首都目前にまで迫るマッドサンダー。そこへマイケルは自らが作り出した改造デスザウラー、デスファイターを駆り、一騎討ちを行う。
『新ゾイドバトルストーリー』
共和国軍の反抗によって帝国首都は包囲され、長きにわたる中央大陸の戦争も終止符が打たれようとしていた。
追いつめられたゼネバス皇帝と帝国軍は大陸の離れにあるニカイドス島に立てこもるが、そこもやがては共和国の大軍団に包囲され、窮地に立たされる。そんな中、ニカイドス島に未知の軍団と新型ゾイドが姿を現した。
その軍団「暗黒軍」は共和国軍の部隊に打撃を与えると、帝国軍の残存部隊を捕虜としてゾイドもろとも連行を始めた。暗黒軍は帝国軍が密約を結んでいたガイロス皇帝と暗黒大陸の軍勢であったが、帝国の滅亡が必至と見るや密約を破り去ったのだった。ゼネバス皇帝は部下に暗号を渡すと単独、暗黒軍に挑み連れ去られていった。
飛行型ゾイドであるレイノスを駆る若き共和国兵ロイ・ジー・クルーガは、帝国兵を連れ暗黒大陸へと渡る暗黒軍を偵察していた。その母船ホエールカイザーの一隻を撃沈させると、そこから共和国大統領ヘリックは、弟ゼネバスが自らに宛てた暗号文を知る。子供時代に二人の兄弟が作り出したHZ暗号。そこには中央大陸を攻略し得る暗黒軍の最終兵器が示されており、これによってヘリックは暗黒軍との開戦を決意する。
強大な暗黒軍ゾイドの前に第一次暗黒大陸上陸作戦は失敗となった。そこで愛機レイノスを失っていたクルーガは、次の上陸作戦に参加しそこで戦果を挙げる。これを皮切りに暗黒大陸にて共和国軍と暗黒軍双方の攻防が繰り広げられるが、ある日、共和国部隊が敵の最終兵器であるギル・ベイダーの攻撃を受けて壊滅する。
続いて共和国首都に現れたギル・ベイダーはクルーガの駆るサラマンダーF2やクルーガの上官グラハム大尉の駆るガンブラスターとも交戦し、この戦いの成り行きでグラハムが命を落とす。そして、ギル・ベイダーは共和国首都の爆撃を敢行し、多くの死傷者を発生させる。
ギル・ベイダーの登場によって暗黒大陸の共和国軍も劣勢に陥っていった。さらには海戦においても大敗を喫し、その際に使用していた暗号が暗黒軍に解読されていたことから、共和国側もゼネバス皇帝の生存を知ることとなる。
またも共和国都市への攻撃に向けて飛び立つギル・ベイダー。それに対し、クルーガは新型ゾイド・オルディオスを駆り立ち向かう。
『ゾイド公式ファンブック』
かつての大戦から数十年の月日が流れた。惑星Ziを襲った大異変は戦争を中断させ、ヘリック共和国とガイロス帝国(旧暗黒軍)はそれぞれ復興への道へと歩み出していた。その時代において、かつての皇帝ガイロスは死去し、新皇帝として10歳の少年であるルドルフが即位する。この若き指導者に対する民衆の不安は国家のナンバー2であり、実質上の最高権力者であるギュンター・プロイツェン摂政の支持に繋がっていくが、彼の心には秘めたる野心があった。
ZAC2099年。他国よりも軍事費を注ぎ込み、ゾイドの大軍団を編成していたガイロス帝国は軍事行動を開始。大異変の影響から中央大陸の共和国に直接侵攻が行えなかったことと、その地に眠る古代遺跡の文明を獲得する目的からガイロス帝国は両国の間にある西方大陸に侵攻を開始する。共和国軍もこれに立ち向かうため派兵し、ここに西方大陸戦争が勃発した。
緒戦は西方大陸を見渡せる最重要拠点・オリンポス山を巡る攻防となった。だが、共和国軍はゾイドの数で勝る帝国軍に為すすべもなく敗北を喫していく。そんな中、共和国軍にトドメをさすべく行われた帝国軍の包囲作戦が幾度も失敗に終わった。共和国軍のシールドライガーとコマンドウルフからなる高速部隊の活躍によるものだった。だが、それでも共和国軍の劣勢には変わりがなかった。さらに共和国軍司令部は、西方大陸の派遣軍を危機に晒してでも高速戦闘部隊にオリンポス山制圧を命じた。部隊長ロイ・ジー・ハルフォード中佐はこれに従い、幾つかの激戦を乗り越えて山頂を目指していく。
『ゾイド公式ファンブック2』
西方大陸戦争緒戦に大勝した帝国軍。その要衝であるニクシー基地に、本国のある暗黒大陸からテストパイロットであるリッツ・ルンシュテッド中尉が到着する。そこでデスザウラー復活計画から得られた古代遺跡の技術OS(オーガノイドシステム)を搭載した新型ゾイド・ジェノザウラーの模擬戦を任されたリッツはこれに圧勝してみせるが、OSによって発生したジェノザウラーが持つ破壊衝動に影響されていく。OSの精神的ダメージはパイロットを壊しかねない欠陥をはらんでいたが、帝国司令部はプロイツェンの後押しもあり、システムの完成度を高めるべくさらなる古代遺跡を求めて西方大陸南部に派兵。そこでリッツは、ジェノザウラー同様にOSを取り入れた最新ゾイド・ブレードライガーとそのパイロットであるアーサー・ボーグマン少佐と交戦する。リッツは苦戦しつつも、遺跡に隠されていたゾイドコアの培養カプセルを入手して脱出する。任務には成功したが、OSに飲み込まれていくリッツ。そして、この戦いで辛酸を舐めさせられたリッツはアーサーの駆る赤き紋章のブレードライガーに執着していく。
一方その頃、戦局は補給線に打撃を受けたことから共和国優勢に傾き始めていった。さらに共和国軍は本国に温存していた精鋭部隊までをも西方大陸に派遣。これを受けて帝国軍は共和国軍への総攻撃を画策するものの、これらが失敗に終わった。さらに撤退戦の折に共和国軍による追撃が行われ、戦争の形成が逆転していく。
ニクシー基地では、新たに開発された新型ゾイドをも投入し、撤退する友軍への救援が行われた。そのうちの一つはジェノザウラーの改造機・ジェノブレイカーとリッツの活躍もあり成功したが、別の撤退ルートに送り込まれた、ガリル遺跡のゾイドコアを使用した新型OS搭載ゾイド・デススティンガーが戦いの影響で暴走したうえ失踪する。また、その後の戦いで共和国軍は最終兵器である1200ミリウルトラキャノンを装備したウルトラザウルスとそれを護衛するデストロイヤー兵団を配備し、ニクシー基地を壊滅させ得る威力を見せつけた。これに対抗するため、帝国軍は奇襲作戦を決行し、これにリッツも参戦する。
『ゾイド公式ファンブック3』
デストロイヤー兵団の攻撃によって、西方大陸の帝国軍・ニクシー基地の陥落は既に時間の問題となっていた。
殺到する共和国軍から逃れるために撤退を決意した帝国軍。その殿として残ったのは、かつて滅亡しガイロス帝国に吸収された旧ゼネバス帝国出身の将兵たちだった。
この戦いに加わっていた共和国兵レイ・グレックは、突入した地下工場で未知の新型ゾイドを発見する。自らの恩師アーサー・ボーグマンを亡くし、心に隙が生まれていたレイ。そこで突如として起動したティラノサウルス型の実験機バーサークフューラーに愛機と部下の命を奪われ、咄嗟にもう一つの実験機であるライガーゼロに乗り込むレイ。その戦いの中、彼はバーサークフューラーに乗る若き男の姿を見た。
ほどなくして戦いから脱出したバーサークフューラーのパイロットであるヴォルフ・ムーロア。彼こそがガイロス帝国内にあってゼネバス帝国の復興を目論む陰の部隊・鉄竜騎兵団の若き指導者であり、やがて蘇るであろうゼネバス帝国の指導者となることを運命付けられた人物であった。
ガイロス帝国軍の撤退後、西方大陸では帝国軍機の攻撃が相次ぎ、その作戦に参加していたヴォルフの幼馴染アンナ・ターレスがレイたちと交戦し命を落とす。そして共和国側の停戦勧告が黙殺されたことを受けヘリック共和国の暗黒大陸進攻が開始される。
暗黒大陸への上陸作戦が実施され、その中にレイの姿もあった。ライガーゼロをはじめとする精鋭ゾイドとともに活躍するレイと所属部隊の閃光師団。だが、あまりにも脆弱化した敵に不自然さを感じた閃光師団は、偵察機を回し、そこから友軍機を撃破していく未知のガイロス帝国機の存在を知る。その帝国機の基地を探るために進撃した閃光師団の元に、ヴォルフ率いる鉄竜騎兵団が立ちはだかる。
『ゾイド公式ファンブック4』
ZAC2056年。異国の地でその生涯を終えたゼネバス皇帝＝父の葬儀を見つめるプロイツェンの中には祖国再興の野心が既に芽生えていた。
ZAC2101年。暗黒大陸トリム高地のヘリック共和国軍基地にて、ガイロス帝国軍カール・リヒテン・シュバルツ中佐と共和国軍ロブ・ハーマン中佐が接触。停戦に向けた極秘の会談が行われていたが、この情報を察知していたプロイツェンはシュバルツ暗殺を狙いライガーゼロイクスを送り込んだ。ハーマンの駆るケーニッヒウルフによって辛うじてイクスは倒されるが、この戦闘で愛機セイバータイガーを撃破されたシュバルツは重傷を負う。
共和国軍と帝国軍はついに全面会戦へと突入し、暗黒大陸の各地では壮絶な消耗戦が始まった。数十機のデスザウラー、マッドサンダーも投入された約1ヶ月間の戦いは、前線に駆け付けたハーマン、シュバルツ両名の呼びかけによってようやくの終息を見るが、時を同じくして帝都ヴァルハラではプロイツェン率いるPK師団による反乱が発生していた。
帝都に攻め込んだヘリック・ガイロス両軍と皇帝官邸を死守せんとするPK師団が激突する中、官邸地下格納庫でプロイツェンから事の全てを聞かされたルドルフ皇帝は、ネオゼネバス帝国初代皇帝となったプロイツェンに対しゾイドによる決闘を申し込む。プロイツェン操るブラッディデスザウラーにゴールドタイガーで挑むルドルフは機体性能と操縦技術の圧倒的な差によって追い詰められるが、間一髪で駆け付けたシュバルツのアイアンコングに救われる。
コングの砲撃に撃ち抜かれたプロイツェンは、祖国再興の夢と息子ヴォルフへの想いを抱きつつ、自らの機体を自爆させた。連鎖反応によってヴァルハラ各所に設置された無数のデスザウラーの核が一斉崩壊、集結した両軍を眩い閃光が飲み込んでいく。
その直後、先んじて海を渡った鉄竜騎兵団＝ネオゼネバス帝国軍の中央大陸上陸が始まった。旧ゼネバス領民の協力を得て勢いを増すネオゼネバス帝国軍は主力不在の共和国軍を駆逐。上陸から僅か7週間で共和国首都ヘリックシティに迫っていた。
ヘリック共和国ルイーズ・エレナ・キャムフォード大統領はムーロアの血の因縁を痛感しつつも国家代表としての決断を下し、自身を運ぶ脱出機セイバリオンのパイロット、トミー・パリス中尉に一つの金属ケースを手渡した。

## 年表
| ZAC暦                           | 出来事 |
| ZAC（ゾイド暦）の起源           | ZAC（ゾイド暦）の起源 |
| ------------------------------- | --- |
| ZAC1693年                       | 地質学者ババホットが中央大陸東端で発生した大地震の調査中に偶然、土中より古代文明の痕跡を発見。古代文字が刻まれた金属板が発見され、発見者の名を取って「ババホットの鉄板」と呼ばれた。「炭素14・年代測定法」による分析の結果、1700年前のものであると判明。これによって惑星Ziにおける文明の起源となり、この時代から1700年ほど前がZAC（ゾイド暦）元年と定義された。 |
| ZAC1700年頃                     | かつては50以上の部族が存在したが、この頃には風族、海族、鳥族、虫族、火族、砂族、神族、地底族の8つの部族が生き残り、各地で農耕社会を営んだ。 |
| ZAC1703年                       | 考古学者タージ・ビーがババホットの鉄板の古代文字を分析。その記述に基づいて中央大陸南端の岬に古代の巨大神殿の痕跡を突き止め、完全発掘に成功し、多くの出土品が発見された。 |
| ZAC1800年頃                     | 度重なる地殻変動が収まり人々の暮らしが安定し始めた。 |
| 部族間戦争時代                  | |
| ZAC1850年頃                     | この頃よりゾイドは家畜として使われ始める。部族間で食料の生産や交易を行う共同体も生まれ始めるが、小規模の領国に対する吸収やその反発も発生し、領地の奪い合いや小競り合いが頻発し始める。 |
| ZAC1800年代後期                 | 人口の急増から食料の奪い合いが発生し、約50の部族からなる紛争が勃発。 |
| ZAC1897年                       | 風族族長ヘリック・ムーロア誕生。 |
| ZAC1900年頃                     | 文明が発達し、ゾイド核自体に直接、外部からの命令を伝達する方法がとられ、ゾイドの改造が進んだ。 |
| ZAC1920年                       | 30前後の領国が林立し、集団意識が芽生える。中央大陸の西側に住む火族、砂族が地底族の指導者ガイロスを盟主に西側領国連合を結成し、6万の大軍を率いて東側へ侵攻。これに対抗するため、東側に住む海族、鳥族は風族族長、ヘリック・ムーロアを盟主に東側安保連合を結成。二大部族間戦争勃発。 |
| ZAC1930年                       | ゾイドに人工部品を用いることによって運動性能を高め、武器を装着するなどゾイドの武装化が進んだ。 |
| ZAC1955年                       | 部族間戦争が激化し、国土が荒廃。それを憂いたヘリックは一計を案じて暗黒大陸へ旅立ち暗黒大陸の長をそそのかし、侵攻の手引きをする。暗黒大陸軍の突然の攻撃を受けた中央大陸の部族は混乱し敗走。ガイロス、東側と休戦し、西側軍勢を再編成し反撃するも損害甚大。一方、東側軍勢も西側軍勢に同調し、反撃を開始。その最中、ヘリックが帰還し、ヘリックの呼びかけにより中央大陸全部族の軍隊が統合され、暗黒大陸軍と全面対決。 |
| 戦争の終結                      | |
| ZAC1957年                       | 7月25日の夏至の日、中央大陸統合軍、暗黒大陸軍と中央大陸西部高原にて決戦を挑む。暗黒大陸軍、強力な紫外線に晒され弱体化し、緒戦において敗走。ガイロスの手勢が敗走する暗黒大陸軍を撃滅し戦争終結。ヘリックは王として迎えられヘリック共和国が成立し、中央大陸統一。同年、ヘリックに長男誕生。ヘリックII世（後のヘリック大統領）と命名される。母は風族の貴族ジェナス家の出身。一方、ガイロスは側近二人を連れて旅に出る。その後、ガイロス帝国の建国に関与する。大陸全土の統一後、大量生産、大量消費の時代に入り、産業革命が起こる。 |
| ZAC1959年                       | ヘリックI世王に次男誕生。ゼネバスと名付けられる。母は地底族の指導者、ガイロスの妹。 |
| ZAC1960年頃                     | ゾイド核以外の大半が人工部品となり、ゾイドそのものが大型化し、兵器としての性格を強める。 |
| ZAC1960年                       | ヘリック共和国ゾイド管理局の局員、神族の住居域にある中央山脈麓の渓谷地帯を初めて訪れ、地上では既に絶滅していた恐竜型ゾイドを発見する。 |
| ZAC1975年                       | ヘリックI世王死去。王制を廃止し、ヘリックII世が初代大統領、ゼネバスが国軍最高司令官に就任。 |
| ZAC1978年                       | ゼネバス、大統領と議会の許可を得ず、大陸外の遠征を画策するが、未然に防がれる。この事件によって兄弟の対立が決定的になる。ゼネバス、大陸統一記念日のパレードの最中、決起。中央大陸西部へ侵攻し、周辺地域を制圧。共和国議会はゼネバスは最高司令官の解任と中央大陸西部辺境へ追放と議決するが、追放先にてゼネバス帝国を建国し、ゼネバスは皇帝を名乗りヘリック共和国からの独立を宣言。 |
| 中央大陸戦争時代                | |
| ZAC1980～2051年                 | →詳細は「 中央大陸戦争 § 年表 」を参照 |
| 第一次大陸間戦争時代            | |
| ZAC2051年～2056年               | →詳細は「 第一次大陸間戦争 § 年表 」を参照 |
| 第二次大陸間戦争時代            | |
| ZAC2099年8月～？                | →詳細は「 第二次大陸間戦争 § 年表 」を参照 |
| 企業間戦争(ゾイド 三匹の虎伝説) | |
| ZAC2230年                       | 東方大陸・ブルーシティにおいては、ゾイドが戦闘用ではなく輸送や土木、「ゾイドバトル」と呼ばれる競技に使用されていた。この競技に参加していた「Ziファイター」たちの間では、3体を手に入れる事で無敵になると語り継がれる古代虎型ゾイドの伝説が存在した。東方大陸においては、これらのゾイドのコアを巡ってZOITEC社とZi-ARMS社の抗争が勃発していた。ZO}ITEC社が古代虎型ゾイドのコアの解析を成功した事を知ったZi-ARMSは、その秘密を奪うためにZOITEC社の社長誘拐を画策し、刺客としてデスレイザー、パラブレードを送り込む。これに対しワイツウルフが立ち向かうが、Zi-ARMS側の二体がデカルトドラゴンへと合体した事により、次第に追い込まれていく。対抗してワイツウルフはワイツタイガーへと合体。古代虎型ゾイドのパワーによってデカルトドラゴンを追い込むが、古代虎の高エネルギーによってボディが溶融しパワーダウンが発生。その隙にデカルトドラゴンによってZOITEC社社長が誘拐されてしまう。社長を奪還するため、ZOITEC社は二体目の古代虎型ゾイドであるレイズタイガーを発進させる。誘拐された社長がZi-ARMS社のホエールキングに囚われていると知ったZOITEC社はレイズタイガーをこれに向かわせるが、そこにZi-ARMS社の開発した3体目の古代虎型ゾイドであるブラストルタイガーが立ちはだかり、2機は交戦を開始した。ホエールキングの甲板上でレイズタイガーとブラストルタイガーは闘争本能を剥き出しに戦うが、そのエネルギーが制御システムをダウンし、機体を溶融させ始める。両者相打ちかと思われたが、その矢先にホエールキングからメガデスザウラーが出現。Zi-ARMS社は3体の古代虎型ゾイドのコアを入手し、それを搭載しメガデスザウラーを完全体にする事を画策していた。メガデスザウラーは動きを止めたレイズタイガーに襲い掛かるが、その矢先にワイツタイガーが駆けつける。さらにブラストルタイガーが加勢し、三体の虎型ゾイドは共鳴しながら自らのボディを溶かしつつメガデスザウラーを撃破した。メガデスザウラーはその断末魔として荷電粒子砲を発射し、これを受けたホエールキングは地上に落下。伝説の古代虎型ゾイドは歴史の闇へと消えていった。 |
| ネオブロックス時代              | |
| 年号不明                        | ピース共和国とダイナス帝国による戦争期。 |

## ZOIDS BATTLE ANGLE
『月刊ホビージャパン』誌2005年4月号から2006年8月号にかけて掲載されていた雑誌企画。4月号からジオラマの掲載がスタートし、6月号からストーリー連載が開始された。構成はシンクポートの高井近志が担当、タカラトミーが協力。当初は『ゾイドフューザーズ』と『ゾイドジェネシス』の間にある時代のオリジナルストーリーを展開していた。高井近志は同企画において、ゾイドで遊ぶ企画として方便上の物語を製作したことと、『ゾイドフューザーズ』と『ゾイドジェネシス』が同一線上にある世界観であったことと、その間に膨大な空白期間が存在した事からファンの想像を膨らませる目的で、トミーサイドの協議を経て製作した旨を語っている。
2006年9月号から2007年6月号にかけては「ZOIDS BATTLE ANGLE III HISTORY OF ZOIDS」と記事をリニューアルし、こちらは1985年にトミーから刊行されていた『HISTORY OF ZOIDS』をベースに、模型作例と設定文を併載した内容となっている。
あらすじ(第一章)
大陸間戦争の終結から数十年後の惑星Ziにおいては、戦争の災禍からの忌避意識から都市単位の小国家が独立・林立する状況にあり、そうしたなかで都市間を往来するキャラバンやそれを襲撃するアウトロー、さらにそれを確保する辺境警備隊が登場していた。ある日、アウトローによって軍事メーカーであるZOITEC社の積み荷が襲撃される。それによってZOITEC社の社運をかけた研究資料が奪われた事から、賞金稼ぎである猟兵団「獅子の爪」のメンバーであるケイトとサミュエルは奪還のため出撃した。「獅子の爪」のレオストライカー2体はアロザウラーやカノンフォートを退けるが、その後、ゴジュラスギガと交戦し敗走し、ザバットの助けを借りて脱出する。拠点であるホバーカーゴに戻ったサミュエルとケイトは、ZOITEC社より貸与されたライガーMにレオストライカーのデータをエミュレート。また、シールドライガーブロックスの仕様変更も行った。そして再びZOITEC社の積み荷(カーゴ)奪還へと向かった「獅子の爪」はライガーMがアロザウラーやカノンフォート、ゴルヘックスの群れと交戦。シールドライガーブロックスがゴジュラスギガと交戦する。ゴジュラスギガによって随行していたザバットが撃破されるものの、シールドライガーブロックスはマルチプルランチャーからワイヤー付きミサイルを発射し、カーゴへ向かった。また、交戦を続けていたライガーMも敵を退け、ケイトたちは奪われたカーゴの中に石化したギルベイダーを確認する。そこで惑星大異変の発生とその脱出計画の噂を思い出しながらも、ZOITEC社へと向かった。
あらすじ(第二章)
Zi-ARMSの研究施設が所在するブラウンシティが何者かに襲撃された。同社の技術者であったオーランドは、それが自身の研究成果を標的としたものであると知り、開発した漆黒の改造凱龍輝によってこれを迎撃する。刺客はZOITEC社からのものであった。オーランドは元々ZOITEC社に在籍していたが、そこで開発されていた実験体(発掘されたゾイドのデータを既存種ゾイドに移し替える事で復活させる技術)の情報を持ち出し、Zi-ARMS社によってクローニングを行っていた事から、その抹消のために送り込まれていた。ZOITECはやがて来る大異変に備え、技術や情報、人材を空中都市へ脱出させる「テンクウ計画」を立てており、実験体に導入されていた技術もその一環で開発されたものであった。オーランドの凱龍輝と実験体フランクは交戦を開始するが、そこへギルベイダーが飛来する。ギルベイダーはオーランドを拘束すると、建造途中の空中都市へ連行する。そこでオーランドは自身の手によって最強のゾイドを作り上げる願望を吐露するが、ZOITEC社研究者に拒絶される。そしてオーランドはフランクとその技術によって作られた凱龍輝を遺し、自ら命を絶った。

## その他展開
2005年にはゾイドバトルストーリーとアニメ『ゾイド-ZOIDS-』のストーリーを扱ったゲーム『ゾイドタクティクス』が発売されている。
2004年に放送されていた『ゾイドフューザーズ』の国内放送時には、雑誌内の解説で同作を第2期シリーズのバトルストーリーの結末から100年後の世界とした説明もみられた。
コトブキヤから発売されているプラモデルキットシリーズ『HMM(ハイエンドマスターモデル』の組立説明書においては、ゾイドバトルストーリーやアニメーションシリーズの設定を援用した独自の世界観が掲載されている。執筆はプロモデラーのヤマザキ軍曹によって行われていた。こちらの世界観では、バトルストーリーやアニメ『ゾイド-ZOIDS-』や『ゾイド新世紀スラッシュゼロ』の内容が混在しており、一部の設定面にも差異が存在している。また、2017年11月発売の『HMM ストームソーダー』以降はフリーライターの府中本町伍長が行っている。2020年2月発売の『ブレードライガーAB』以降は上記に当てはまらない内容となっている。